# Enūma Eliš
Enūma Eliš je babilonski mit stvaranja (nazvan tako po njegovim prvim riječima). Otkrio ga je Austen Henry Layard 1849. (u fragmentima) u ruševinama Ašurbanipalove biblioteke u Ninivi (Mosul, Irak). Prvi puta je objavljen 1876., a prijevod je uradio George Smith.
Enûma Eliš imao približno tisuću redova teksta koji je zabilježen u starobabilonskom jeziku na sedam glinenih pločica. Svaka pločica sadrži između 115 i 170 redova teksta. Većina Pločice V. nikada nije otkriven, ali bez obzira na taj nedostatak, tekst je gotovo kompletan. Naime, kopija pločice V. pronađena je u Sultantepeu, drevna Huzirina, koja je smještena nedaleko modernog grada Şanliurfa u Turskoj.
Ep je jedan od najvažnijih izvora za razumijevanje babilonskog svijeta, orijentiranog na vrhovnu moć boga Marduka i stvaranja čovječanstva za službu bogovima. Njegova prvotna svrha, međutim, nije sačinjavala jedno teološko i teogonijsko izlaganje već uzvišenje Marduka, vrhovnog boga Babilona, iznad ostalih mezopotamskih bogova.
Postoje različiti primjerci epa Enûma Eliš iz Babilona i Asirije. Verzije pronađene u Ašurbanipalovoj biblioteci datiraju iz 7. st. pr. Kr. Kompozicija teksta vjerojatno potječe još iz Brončanog doba, do vremena Hamurabija ili, možda, čak do rane kasitske ere (približno 18. – 16. st. pr. Kr.), iako neki znanstvenici smatraju da je riječ o kasnijem datumu od otprilike 1100. pr. Kr. Hrvatski prijevod načinio je Bulcsú László.

## Vanjske poveznice
- Enuma Eliš - sumersko-akadski ep o stvaranju  Arhivirana inačica izvorne stranice od 1. veljače 2014. (Wayback Machine)
- Enuma Elish, Wikisource
- Hvalopjev suncu -- sadrži i prijevod spjeva Enuma Eliš